# Tupigea lisei
Espèce
Tupigea lisei est une espèce d'araignées aranéomorphes de la famille des Pholcidae.

## Distribution
Cette espèce est endémique de l'État de Santa Catarina au Brésil. Elle se rencontre sur l'île do Arvoredo.

## Description
Le mâle holotype mesure 1,9 mm.

## Étymologie
Cette espèce est nommée en l'honneur d'Arno Antonio Lise.

## Publication originale
- Huber, 2000 : New World pholcid spiders (Araneae: Pholcidae) : À revision at generic level.Bulletin of the American Museum of Natural History, no 254, p. 1-348 (texte intégral).